# 노토케라톱스

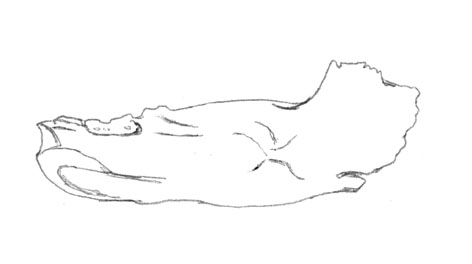

노토케라톱스(Notoceratops)("남쪽의 뿔 달린 얼굴"이란 의미)는 (아르헨티나) 파타고니아의 백악기 후기, 아마도 샹파뉴절 약 7700만년 전의 지층에서 발견된, 이빨은 없는 하악골 (현재는 분실되었음) 에 기반한 공룡의 속이며 의문명으로 취급된다.

## 발견과 명명
1918년에 아우구스토 파티아가 모식종인 노토케라톱스 보나렐리(Notoceratops Bonarellii)를 명명하였다. 속명은 그리스어로 "남쪽"을 뜻하는 노토스(notos)와 "뿔"을 뜻하는 케라스(keras), "얼굴"을 뜻하는 옵스(ops)에서 나온 것이다. 종명은 타피아의 연구를 지도한 귀도 보나렐리를 기념한 것이다. 후대의 논문들에서 종명이 종종 i 가 하나만 있는 "bonarelli" 로 표기되곤 한다. 화석은 츄붓 지방(Chubut Province)의 라고 콜후에 와피(Lago Colhué Huapi) 부근에서 발견되었고 프리드리히 폰 후에네가 1929년에 처음 보고하였다.

## 계통발생
1918년에 타피아는 이것을 각룡류에 포함히켰으나 후에 남반구에서 각룡류는 발견된 적이 없기 때문에 타피아의 분류는 잘못된 것으로 생각되었다. 하지만 최근에 각룡류일 수 있는 세렌디파케라톱스가 호주에서 발견되면서 이 관점은 바뀔 수도 있게 되었다. 노토케라톱스는 의문명으로 취급되며 하드로사우루스류일 가능성도 있다. 톰 리치와 동료들의 2014년 연구에서는 또 하나의 남반구 각룡일 수 있는 세렌디파케라톱스에 초점을 맞추었지만 알려진 노토케라톱스의 표본도 살펴보았고 노토케라톱스의 완모식표본이 각룡류의 특징을 가지고 있으며 아마도 유효한 속명일 것이라고 보았다.

## 종
모식종:
- 노토케라톱스 보나렐리(Notoceratops bonarellii) Tapia, 1918; 이빨이 없는 하악골 (현재는 분실되었음)

## 참고 문헌
- Dodson, Peter; The Horned Dinosaurs (1996).